# (500454) 2012 TS203
(500454) 2012 TS203 es un asteroide perteneciente al cinturón de asteroides, descubierto el 18 de septiembre de 2012 por el equipo del Spacewatch desde el Observatorio Nacional de Kitt Peak, Arizona, Estados Unidos.

## Designación y nombre
Designado provisionalmente como 2012 TS203.

## Características orbitales
2012 TS203 está situado a una distancia media del Sol de 3,128 ua, pudiendo alejarse hasta 3,637 ua y acercarse hasta 2,618 ua. Su excentricidad es 0,162 y la inclinación orbital 2,418 grados. Emplea 2020,94 días en completar una órbita alrededor del Sol.
Los próximos acercamientos a la órbita de Júpiter se producirán el 14 de noviembre de 2086, el 19 de enero de 2097 y el 23 de marzo de 2107, entre otros.

## Características físicas
La magnitud absoluta de 2012 TS203 es 16,7. 